# Luke Akehurst
Luke Akehurst (né le 2 mars 1972) est un homme politique du parti travailliste britannique qui est député de North Durham depuis 2024. Il est également un responsable du Parti travailliste et un ancien conseiller. Depuis 2020, Akehurst est membre du Comité exécutif national du Parti travailliste (NEC), après avoir été membre du NEC de 2010 à 2012.

## Éducation et début de carrière
Akehurst fait ses études privées au Kent College de Canterbury. Il obtient un baccalauréat en sciences politiques de l'Université de Bristol en 1993,.
Akehurst travaille à l'unité de recherche politique de la BBC de 1996 à 2000 et au cabinet de communication Weber Shandwick de 2000 à 2011.

## Carrière politique

### Début de l’activité (1993-2005)
Akehurst rejoint le Parti travailliste à l'âge de 16 ans. Il se présente dans le quartier de Cabot aux élections du conseil du comté d'Avon de 1993, au cours desquelles il arrive deuxième derrière le candidat libéral-démocrate. Il se présente également sans succès aux élections du conseil municipal de Bristol en 1995 dans le quartier de Stoke Bishop. Akehurst est secrétaire national des étudiants travaillistes de 1995 à 1996.
Entre 1996 et 1998, il est l'assistant parlementaire d'Anita Pollack, alors députée européenne, et responsable travailliste à Holborn et à St Pancras. Akehurst est assistant politique du groupe travailliste du conseil municipal de Hackney London de 1998 à 2000.
Aux élections générales de 2001, Akehurst se présente comme candidat travailliste à Aldershot, arrivant en troisième place derrière le député conservateur sortant Gerald Howarth et le libéral-démocrate Adrian Collett, à ce siège traditionnellement  sûr pour les conservateurs,.
Lors des élections du conseil municipal de Hackney en 2002, Akehurst est élu au conseil, représentant le quartier de Chatham. Il est réélu au conseil en 2006 et à nouveau en 2010, avant de se retirer lors des élections du conseil de Hackney en 2014,.
Aux élections générales de 2005, il se présente à Castle Point. À l'approche des élections, Akehurst critique une publicité anti-immigration publiée par le député conservateur en exercice Bob Spink, la qualifiant de « commentaires épouvantables qui attisent les tensions raciales » et « rappelant les pires propos d'Enoch Powell ». Akehurst arrive deuxième derrière Spink,.

### Militantisme et opposition à la gauche (2006-2020)
En 2006, Akehurst devient secrétaire du Labour First, qui représente les modérés et « l'ancienne droite travailliste »,. Sous sa direction, l'organisation s'engage dans le « socialisme de la clause 1 » qui consiste à donner la priorité à l'élection des candidats travaillistes au parlement plutôt qu'à la politique et à défendre un parti « à l'abri de la gauche dure organisée ».
En 2010, Akehurst est élu au Comité exécutif national (NEC) du Parti travailliste. Il n’est pas réélu en 2012,.
En août 2011, Akehurst est employé comme directeur du groupe pro-israélien We Believe in Israel,.Akehurst parle positivement du sionisme, le décrivant en 2023 comme « une belle idéologie d'antiracisme ».
Après avoir été sélectionné comme candidat parlementaire du Parti travailliste pour North Durham en 2024, il déclare qu'il « remettait sa démission » et qu'il ne serait plus membre du groupe.
Lors des élections à la direction du Parti travailliste de 2015, Labour First exhorte Progress à se joindre au soutien de « ABC » (Anyone But Corbyn),. Akehurst soutient la campagne d'Yvette Cooper.
En 2016, Akehurst tente de se présenter à un poste au NEC au sein de la section du Parti travailliste de circonscription (CLP), sous la liste commune de candidats sceptiques à l'égard de Corbyn, composée de Labour First et Progress, mais la liste n'a aucun élu, tous étant battus par la liste CLPD soutenue par Momentum.
Akehurst s'exprime à de nombreuses reprises contre la direction du parti par Jeremy Corbyn. Dans un discours prononcé en 2019 lors d'un rassemblement du Mouvement travailliste juif, Akehurst déclare qu'il avait presque quitté le parti à cause de l'antisémitisme et qu'il espérait que Corbyn pourrait être démis de ses fonctions de chef,.
En 2018, Akehurst tente de se présenter à un poste au NEC au sein de la section CLP, toujours sous la liste Labour First–Progress. Akehurst obtient 49 voix du CLP, mais la liste n'a aucun élu, battue par la liste conjointe pro-Corbyn Momentum– CLPD – CLGA.

### Retour au Comité exécutif national (2020-présent)
En tant que secrétaire de Labour First, il participe aux négociations de 2020 avec Progress, qui créent le groupe de coordination pro-Starmer Labour to Win.
En 2020, Akehurst est élu au premier tour au NEC du Parti travailliste sur la liste des candidats Labour to Win mais sa propre section du parti, le CLP d'Oxford East, ne l'a pas désigné,,. En 2022, il est réélu et arrive une fois de plus en tête des élections.
Lors des élections du conseil municipal d'Oxford de 2021, Akehurst se présente pour le quartier de St. Mary's et arrive en troisième place.
En mai 2024, il est candidat aux élections générales de 2024 pour le Parti travailliste à North Durham. L'investiture est critiquée par les militants de gauche et les militants pro-palestiniens,. Cela donne lieu à une campagne de financement participatif s'opposant à sa désignation.
Akehurst est élu député de North Durham en juillet 2024, occupant le siège du parti travailliste.

## Vie personnelle
Akehurst est marié à la conseillère municipale d'Oxford, Linda Smith. Il a deux enfants. En 2009, il développe le Syndrome POEMS, et est hospitalisé pendant cinq mois et est obligé d'utiliser un fauteuil roulant pendant neuf mois. Il utilise désormais des orthèses et une canne.